# Cybalomia affinis
Cybalomia affinis är en fjärilsart som beskrevs av Rothschild 1915. Cybalomia affinis ingår i släktet Cybalomia och familjen Crambidae. Inga underarter finns listade i Catalogue of Life.